# Colin Morgan
Colin Morgan (Armagh, 1º gennaio 1986) è un attore britannico, noto per il ruolo di Merlino, nella serie televisiva britannica Merlin.

## Biografia
Nato in una famiglia cattolica, ha frequentato l'Integrated College Dungannon e, durante il terzo anno, vinse la "Coppa Denis Rooney Associates" conferita al miglior attore dell'anno accademico. Dopo aver conseguito un diploma nazionale in Arti dello spettacolo in recitazione e aver studiato presso l'Istituto di istruzione superiore e permanente di Belfast, nel 2004, ha continuato gli studi alla Royal Scottish Academy of Music and Drama, diplomandosi nel 2007. Nel novembre 2010 il Belfast Metropolitan College ha premiato Colin con un premio per il suo contributo alle arti.
In teatro Colin ha esordito, nel 2007, come Vernon Piccolo nel ruolo dell'adattamento della Young Vic di DBC Pierre Vernon God Little e come Esteban nell'adattamento teatrale di Tutto su mia madre di Pedro Almodóvar. Nel 2008 è apparso come Jimmy Rosario nella produzione Young Vic di Thomas Babe Una preghiera per mia figlia. Nel 2011 ha impersonato Carlos nella produzione Royal Court Theatre del drammaturgo colombiano Pedro Miguel Rozo Our Private Life.
In ambito cinematografico, Colin è apparso nella parte di Calum in Island, un adattamento del romanzo di Jane Rogers, e nella parte di Cathal nel comedy-drama irlandese Parked.
Colin appare in TV in due ruoli minori: John Leary negli sketch del Catherine Tate Show (2007) e Jethro Cane, nell'episodio "Midnight" della quarta stagione (nuova serie) di Doctor Who (2008). Dal 2008 veste i panni di Merlino nella serie televisiva della BBC Merlin. Nel 2009 insieme con la co-star di Merlin, Bradley James, ha viaggiato per indagare sulle leggende arturiane nel programma per la BBC Wales The Real Merlin & Arthur.
Nel 2009 partecipa nella commedia radiofonica Cry Babies di Kim Newman su BBC Radio 4 (marzo 2009).
Nel 2010, il Belfast Metropolitan College (precedentemente il Belfast Institute of Further and Higher Education) ha onorato Morgan con l'Award of Distinction per il suo contributo alle arti.
Nel 2013 interpreta Ariel ne La tempesta, al teatro Globe di Londra.
Da ottobre 2013 a inizio febbraio 2014 interpreta Skinny in "MOJO The Play", all'Harold Pinter Theatre di Londra. Insieme con lui recitano altri volti noti, tra cui Rupert Grint e Ben Whishaw. Nel 2014 si unisce al cast della seconda stagione della serie irlandese The Fall - Caccia al serial killer nel ruolo del giovane detective Tom Anderson.
Nel 2015 Morgan ha interpretato il ruolo del misterioso fuggitivo Leo Elster nella serie TV Humans, un adattamento della serie svedese Real Humans. La performance di Colin Morgan è stata più volte elogiata dalla critica. Egli ha poi interpretato il ruolo del protagonista Nathan Appleby nella serie The Living and the Dead, una storia di fantasmi e misteri ambientata nella campagna inglese in epoca vittoriana.
Nel giugno 2017 esordisce all'Hampstead Theatre di Londra nel dramma Gloria di Branden Jacobs-Jenkins, opera finalista nel 2016 per il Premio Pulitzer. Successivamente, Morgan ha recitato anche al National Theatre in un revival del dramma Translations (2018) e all'Old Vic in un allestimento di Erano tutti miei figli accanto a Sally Field e Bill Pullman; per quest'ultima interpretazione, Morgan ha ricevuto una candidatura al Laurence Olivier Award al miglior attore.

## Vita privata
È ovo-vegetariano, adducendo quali ragioni del suo stile di vita alimentare motivazioni etico-ambientaliste e salutari (l'attore è, difatti, intollerante al lattosio), ed è inoltre un sostenitore del consumismo consapevole.

## Filmografia

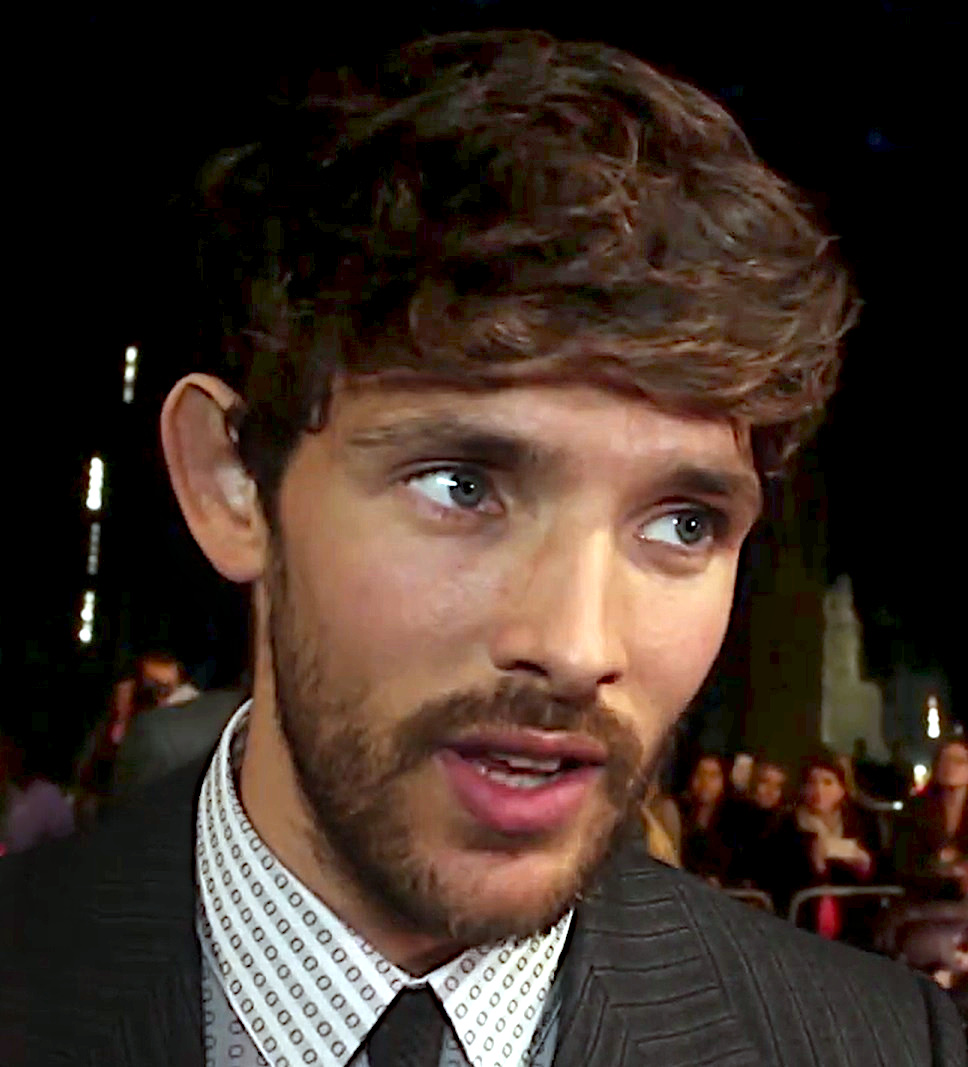
Morgan nel 2014

### Cinema
- Parked, regia di Darragh Byrne (2010)
- Island, regia di Elizabeth Mitchell e Brek Taylor (2011)
- Testament of Youth, regia di James Kent (2014)
- Legend, regia di Brian Helgeland (2015)
- Il cacciatore e la regina di ghiaccio (The Huntsman: Winter's War), regia di Cedric Nicolas-Troyan (2016)
- Benjamin, regia di Simon Amstell (2018)
- The Happy Prince - L'ultimo ritratto di Oscar Wilde (The Happy Prince), regia di Rupert Everett (2018)
- Belfast, regia di Kenneth Branagh (2021)
- Corsage, regia di Marie Kreutzer (2022)
- The Dead Don't Hurt - I morti non soffrono (The Dead Don't Hurt), regia di Viggo Mortensen (2023)
- Dead Shot - Vendetta disperata (Dead Shot), regia di Tom e Charles Guard (2023)

### Televisione
- Doctor Who – serie TV, episodio 4x10 (2008)
- Merlin – serie TV, 65 episodi (2008-2012) – Merlino
- Quirke – serie TV, 3 episodi (2014)
- The Fall - Caccia al serial killer (The Fall) – serie TV, 10 episodi (2014-2016)
- Humans – serie TV, 24 episodi (2015-2018)
- The Living and the Dead – serie TV, 6 episodi (2016)
- The Crown – serie TV, episodio 3x04 (2019)
- Three Families – regia di Alex Kalymnios - miniserie TV (2021)
- We Hunt Together – serie
- Mammals – serie TV, 6 episodi (2022)
- The Killing Kind – serie TV, 6 episodi (2023)
- Dead and Buried – serie TV, 4 episodi (2024)
- The Boy That Never Was – serie TV, 4 episodi (2024)
- The Sandman - serie TV, episodio 2x12 (2025)

## Teatro
- God Little (2007)
- Tutto su mia madre (2007)
- Una preghiera per mia figlia (2008)
- Our Private Life (2011)
- La tempesta (2013)
- Mojo (2013)
- Gloria (2017)
- Translations (2018)
- Erano tutti miei figli (2019)
- A Number (2020)

## Doppiatori italiani
Nelle versioni in italiano delle opere in cui ha recitato, Colin Morgan è stato doppiato da:
- Davide Perino in Merlin, Doctor Who, Testament of Youth, The Happy Prince - L'ultimo ritratto di Oscar Wilde, Mammals, Dead Shot - Vendetta disperata, The Dead Don't Hurt - I morti non soffrono
- Andrea Mete in The Fall - Caccia al serial killer
- Paolo Vivio in Humans
- Alessandro Rigotti in Legend
- Stefano Sperduti in Belfast
- Emanuele Ruzza in The Sandman